# Kościół San Vidal
Kościół San Vidal (nazwa w języku weneckim; wł. chiesa di San Vitale, pol. kościół św. Witalisa)  – były rzymskokatolicki kościół w Wenecji w dzielnicy (sestiere) San Marco). Administracyjnie należał do Patriarchatu Wenecji. Do 1810 roku był kościołem parafialnym, później filialnym. Po remoncie nie pełni już funkcji sakralnej, lecz świecką (sala koncertowa). Znany z obrazów malarzy weneckich (Vittore Carpaccio, Giovanni Battista Piazzetta, Giulia Lama). 

## Historia
Według najstarszych kronik kościół San Vitale miał być zbudowany w 699 roku, lub później, w 917. Jednak według Cornera kościół został założony w 1084 roku przez dożę Vitale Faliera. Niejasne są również początki parafii, jednak powstała ona co najmniej wraz z założeniem kościoła. W 1105 roku kościół został zniszczony przez pożar, a następnie odbudowany z użyciem kamienia. Ponownie zniszczony w 1347 roku przez trzęsienie ziemi. Odbudowany ponownie po 1696 roku według projektu Antonia Gaspariego, na zlecenie rodziny Morisoni jako pomnik Francesca Morosiniego, który pokonał Turków w bitwie pod Moreą, a następnie panował jako doża w latach 1688–1694. Na mocy dekretów wydanych w 1810 roku przez pozostające pod zwierzchnictwem napoleońskim Królestwo Włoch parafia San Vitale została włączona do parafii Santo Stefano protomartire, a kościół San Vitale stał się kościołem filialnym. Przez długi okres zdesakralizowany pełnił przez jakiś czas funkcję sali wystawowej Unii Katolickiej Artystów Włoskich, a obecnie (2016) odbywają się w nim koncerty. Prace konserwatorskie zostały przeprowadzone w latach w 1902–1903 oraz w roku 2000.

## Architektura

### Wygląd zewnętrzny
Korpus kościoła został zbudowany w latach 1696–1700. Fasada, zbudowana w latach 1734–1737 według projektu Andrei Tiraliego, utrzymana w stylu palladiańskim, wzorowana jest na fasadzie kościoła San Francesco della Vigna; jej budowę sfinansował doża Carlo Contarini. Dwie pary kolumn posadowionych na wysokich bazach podtrzymują trójkątny tympanon, zwieńczony posągami. Na fasadzie znajdują się popiersia Contariniego i jego żony oraz proboszcza Teodora Tessariego, którego starania doprowadziły do odbudowy kościoła. W niższych częściach bocznych po obu stronach nawy znajdują się pomieszczenia mieszkalne.

#### Kampanila

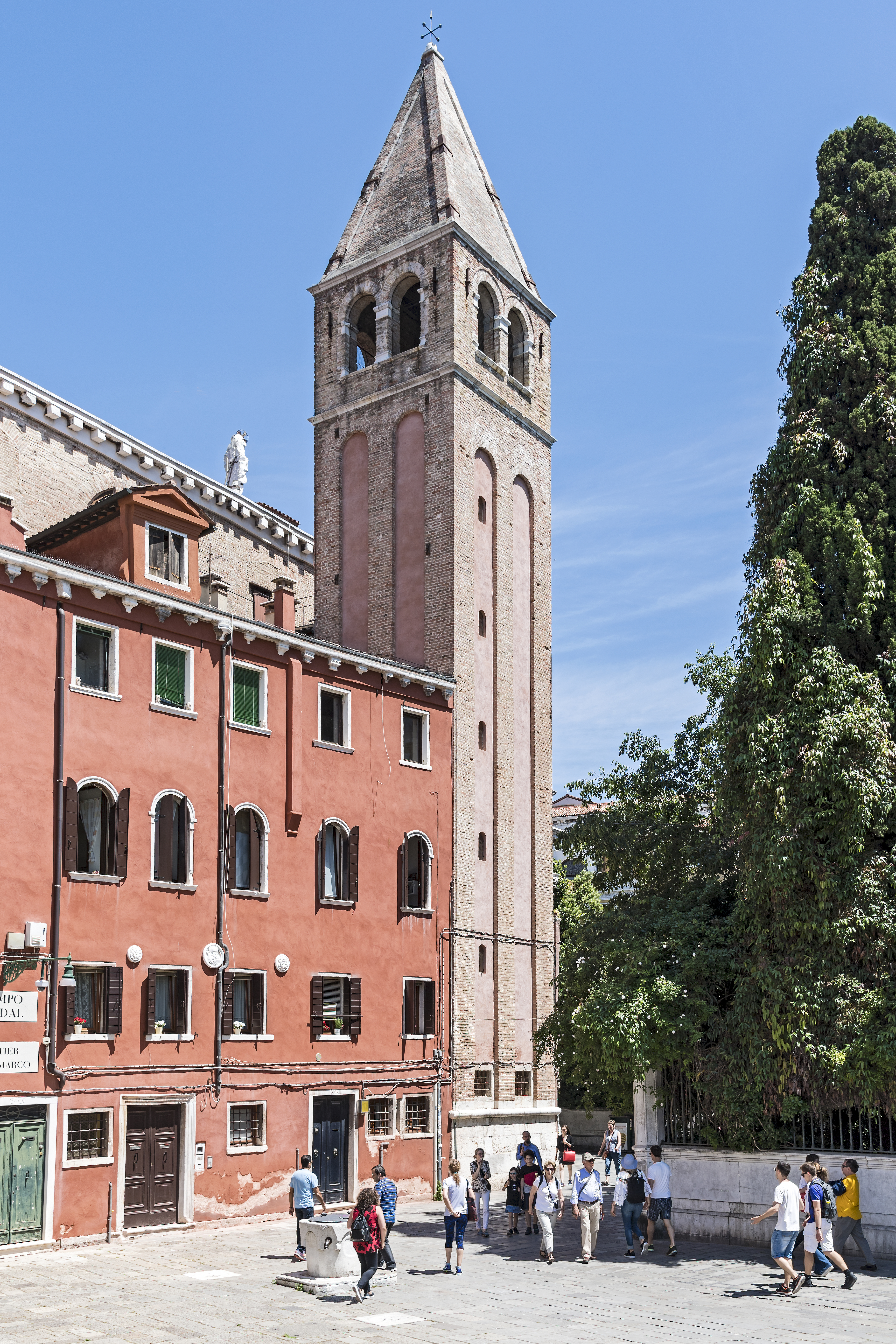
Kampanila

Mająca 29 m wysokości kampanila została wzniesiona w 1084 roku, a po pożarze 1105 przebudowana, podobnie jak kościół. Kolejne jej odbudowy miały miejsce w 1347 roku (po trzęsieniu ziemi) i ponownie w roku 1680. Drzwi w przyziemiu zostały zwieńczone fragmentem gzymsu, przypuszczalnie XII-wiecznego oraz, umieszczoną powyżej niego, XV-wieczną, okrągłą płaskorzeźbą, przedstawiającą św. Grzegorza.

### Wnętrze

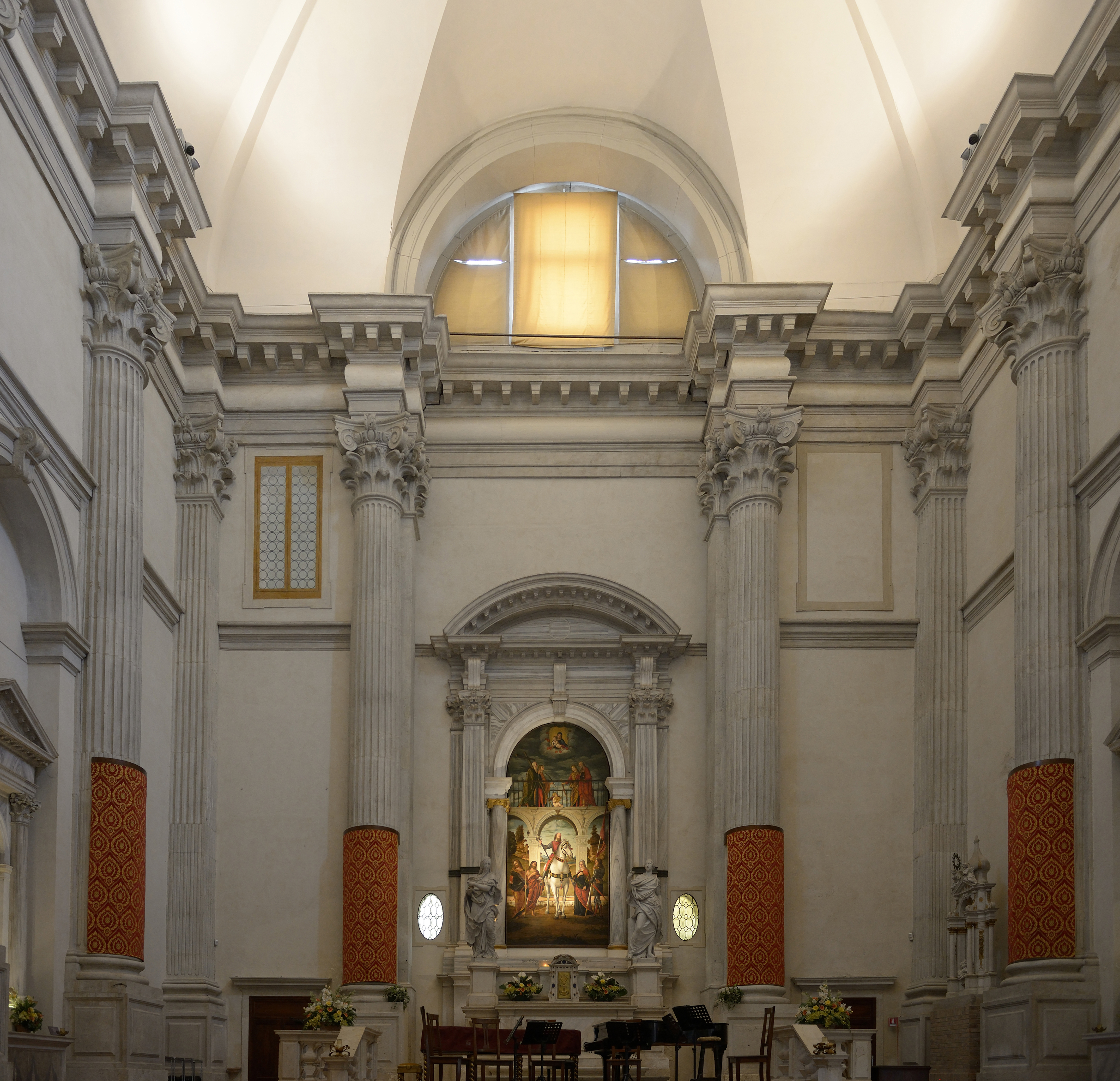
Wnętrze kościoła

Wnętrze tworzy jedna nawa z ołtarzami bocznymi. Zdesakralizowany kościół został adaptowany najpierw jako galeria sztuki, a obecnie wykorzystywany jest jako sala koncertowa i punkt sprzedaży płyt. 
Na wewnętrznej ścianie fasady znajdują się organy, zbudowane w 1833 roku przez Bazzaniego. 

#### Dzieła sztuki
W ołtarzu głównym znajduje się obraz Święty Witalis na koniu, późne i zręczne dzieło Vittore Carpaccia; Święty jest flankowany przez swoją żonę, św. Walerię, i św. Jerzego (po jednej stronie) oraz przez św. Jakuba i św. Jana Chrzciciela (po drugiej). Na balkonie stoją ich synowie ze swymi patronami, św. Piotrem i św. Andrzejem. Drugim zasługującym na uwagę obrazem jest umieszczony w trzecim ołtarzu z prawej strony Archanioł Rafał ze św. Antonim Padewskim i św. Ludwikiem pędzla Giovanniego Battisty Piazzetty z 1730 roku. Inni artyści, których prace są obecne w kościele to, między innymi Giovanni Antonio Pellegrini, (Trójca Święta ze św. Piotrem i św. Franciszkiem z Paoli) oraz Giulia Lama (Ukrzyżowanie z apostołami). Również w zakrystii, na niewielkiej przestrzeni zgromadzono kolekcję obrazów XVIII-wiecznych malarzy. Według tradycji w kościele miał się znajdować grobowiec kompozytora Baldassare Galuppiego, jednak żadna tablica pamiątkowa nie zachowała się.

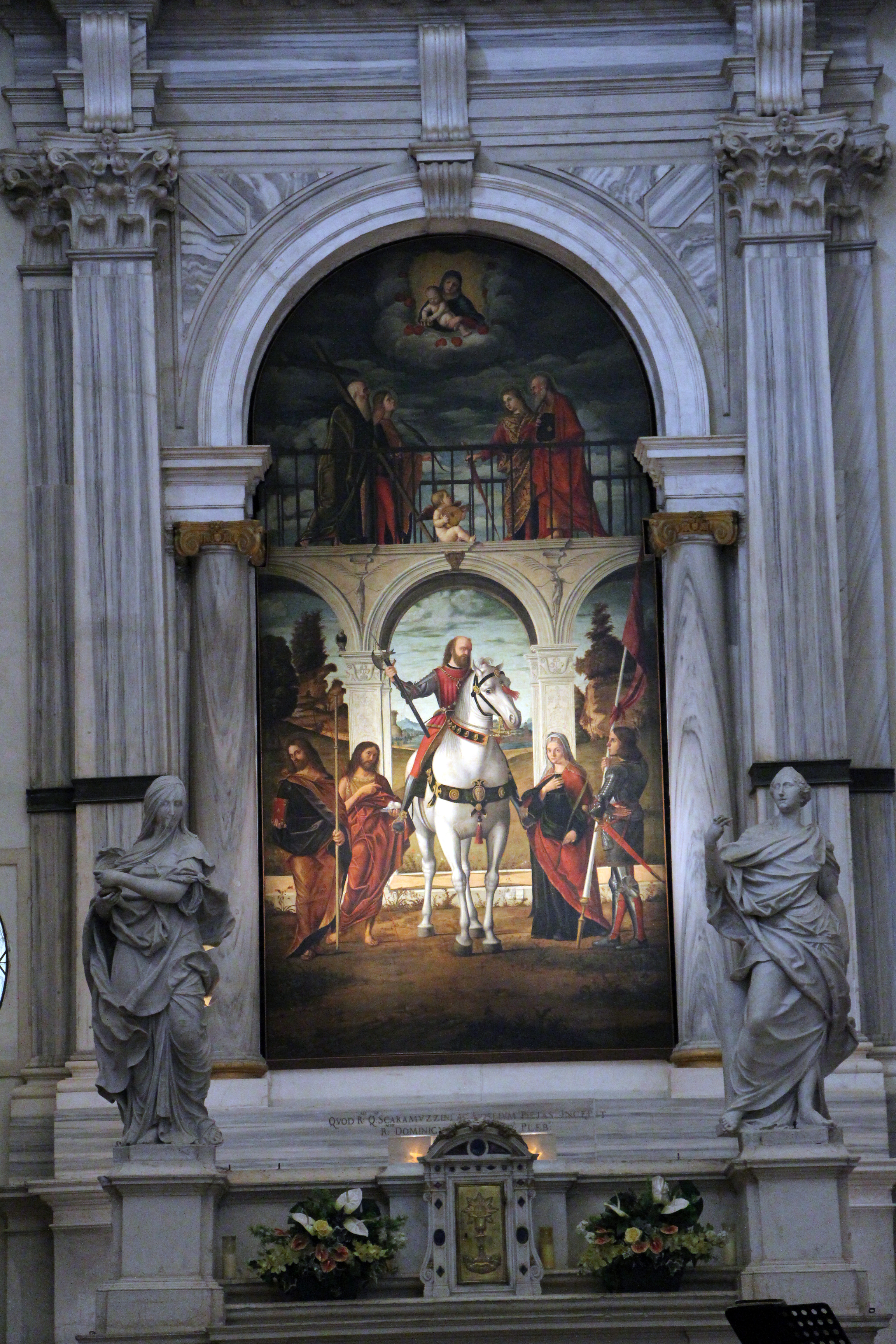
Vittore Carpaccio, Święty Witalis na koniu, 1514
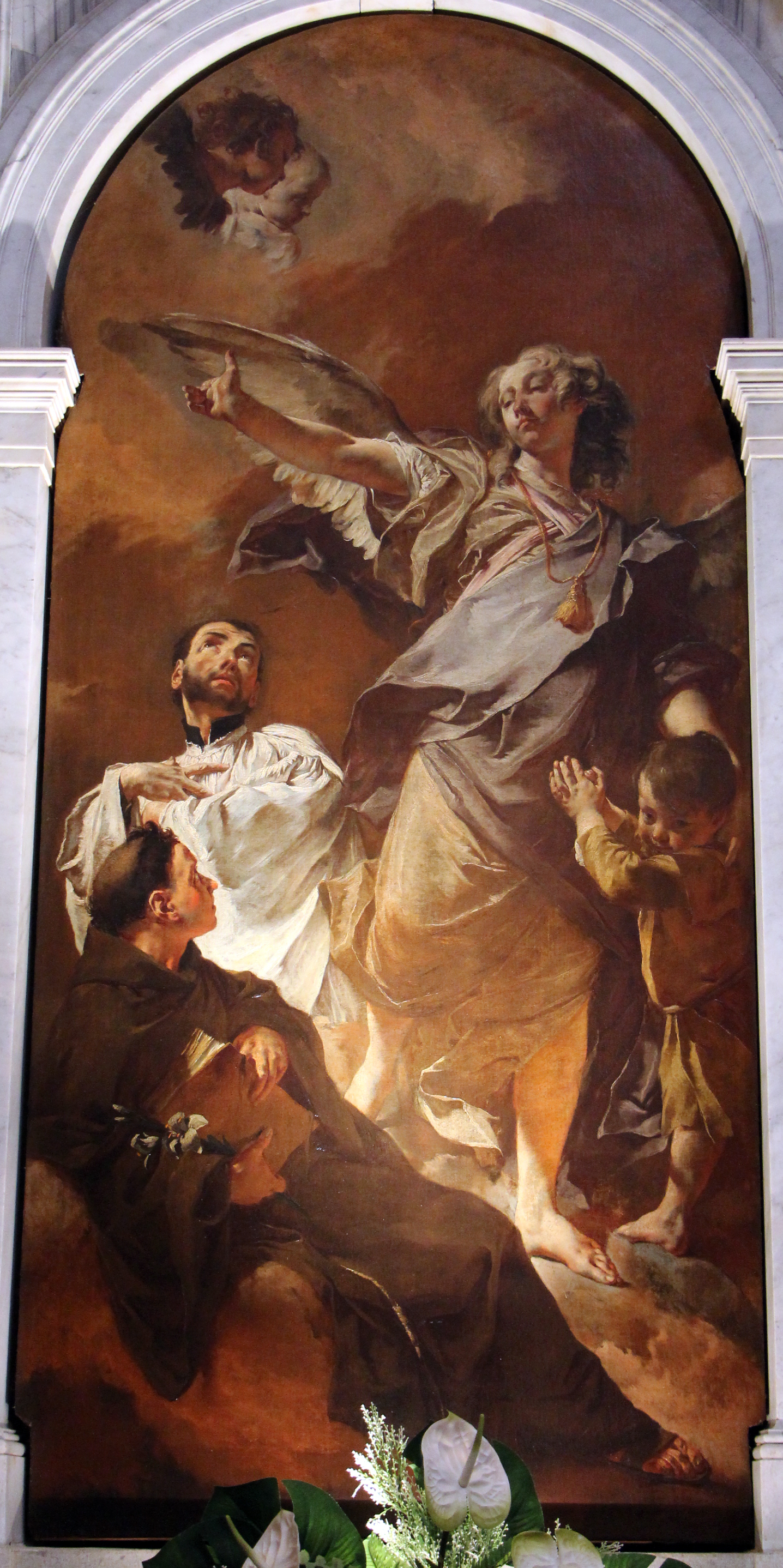
Giovanni Battista Piazzetta Archanioł Rafał ze św. Antonim Padewskim i św. Ludwikiem, 1730
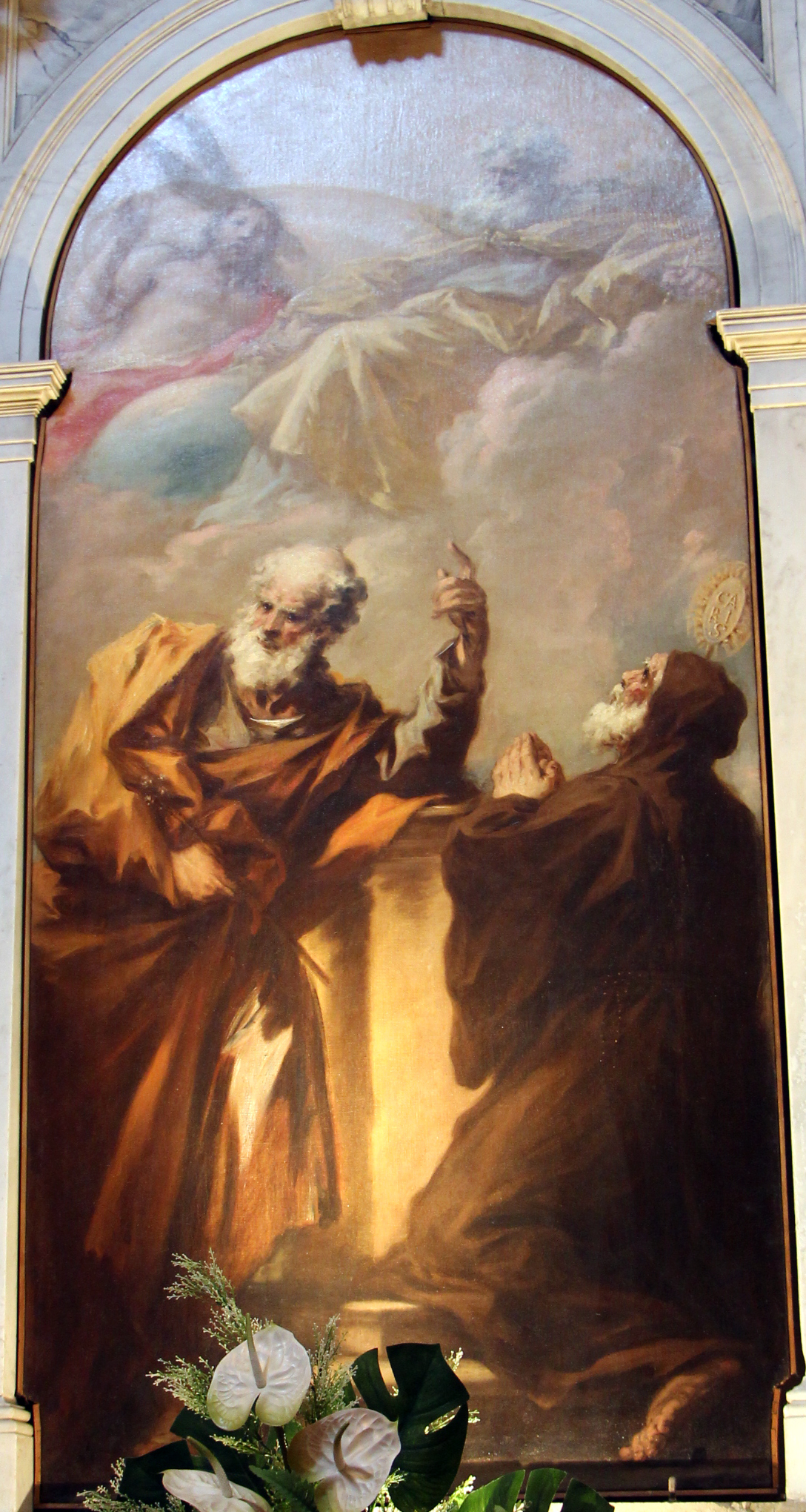
Giovanni Antonio Pellegrini, Trójca Święta ze św. Piotrem i św. Franciszkiem z Paoli, 1690–1710
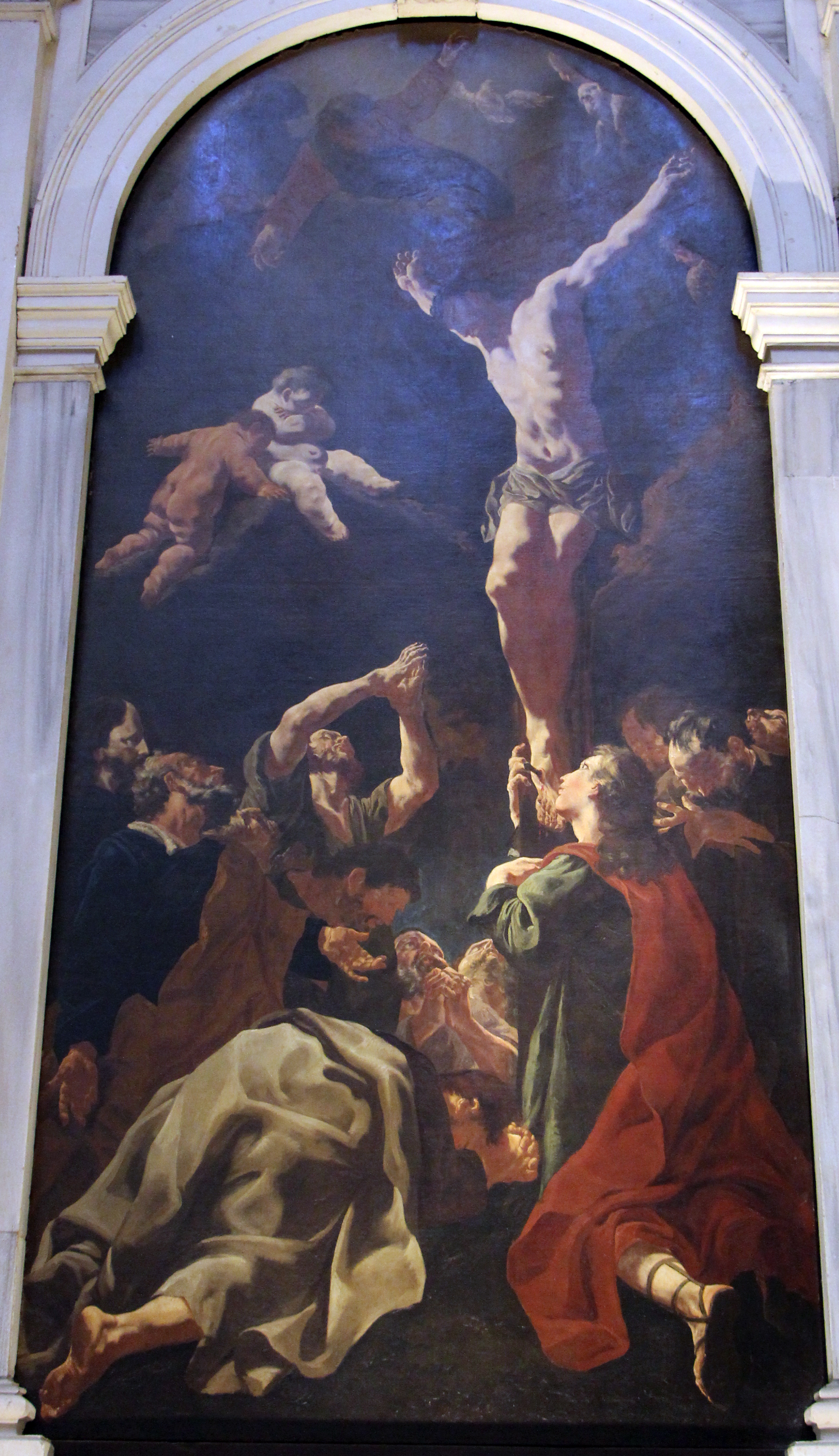
Giulia Lama, Ukrzyżowanie z apostołami, 1700–1740
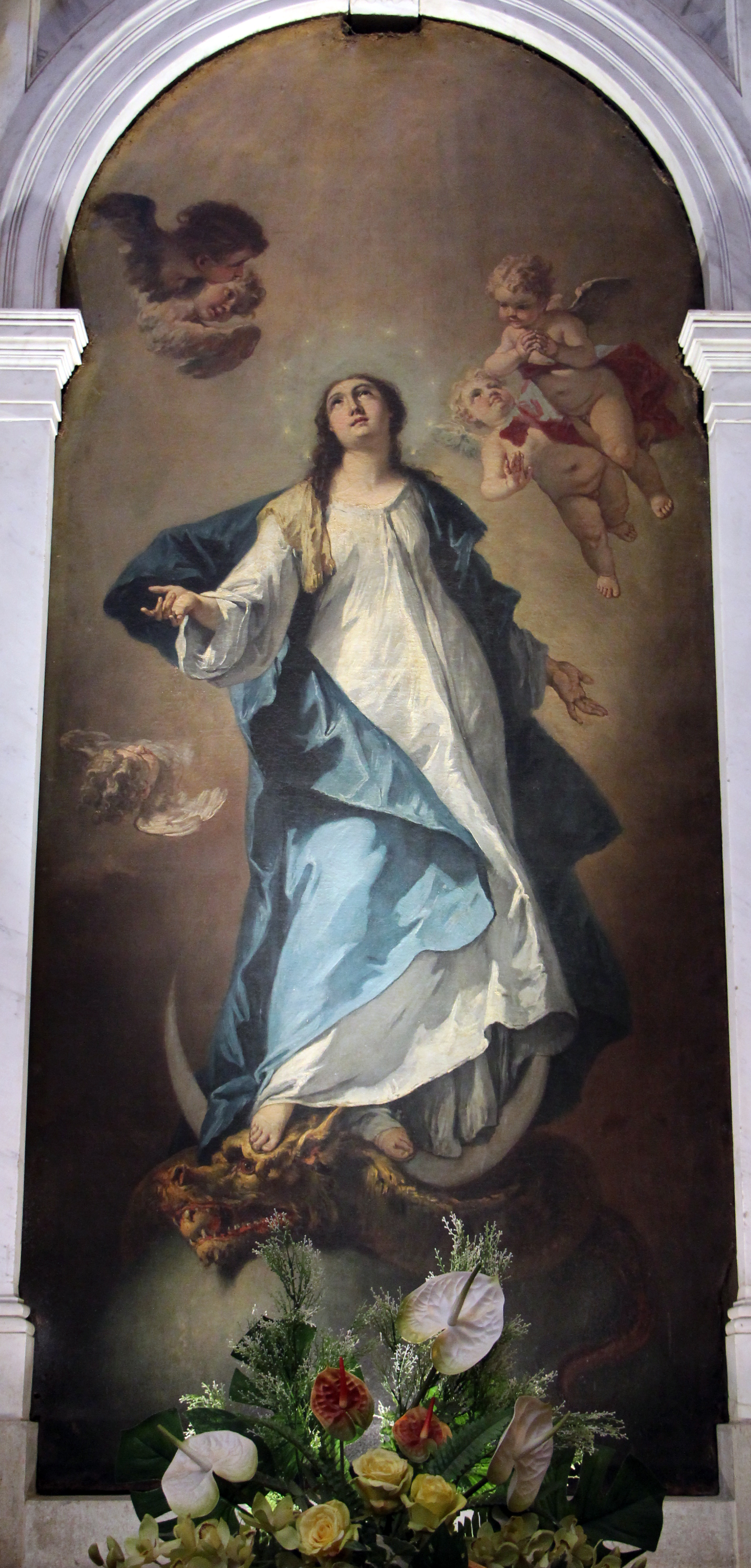
Sebastiano Ricci, Niepokalana, 1732